# Charles Journet

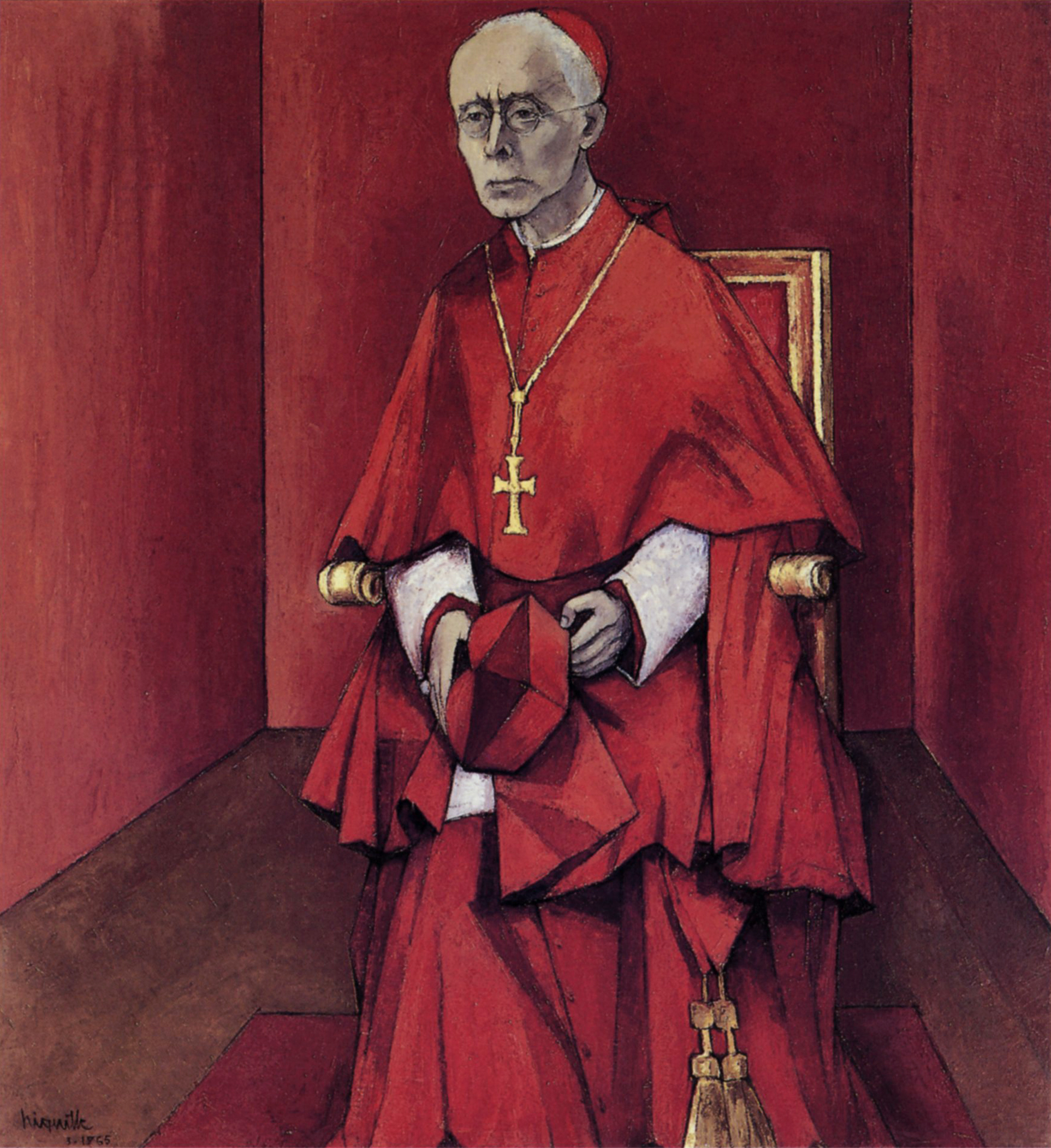
Charles Kardinal Journet (Gemälde von Armand Niquille, 1965)

Wappen des Kardinals Journet

Charles Kardinal Journet (* 26. Januar 1891 in Genf, Schweiz; † 15. April 1975 in Fribourg) war ein Kardinal der römisch-katholischen Kirche.

## Leben
Charles Journet studierte am Priesterseminar von Fribourg die Fächer Katholische Theologie und Philosophie. Am 15. Juli 1917 empfing er das Sakrament der Priesterweihe und wurde anschließend Gemeindeseelsorger im Bistum Lausanne, Genf und Freiburg. Von 1924 bis 1965 lehrte er Systematische Theologie am Priesterseminar von Fribourg, welches er einige Zeit als Rektor leitete. Er gründete die theologische Zeitschrift Nova et Vetera und erwarb sich im Laufe der Jahre den Ruf eines Theologen von Weltrang.
1965 ernannte ihn Papst Paul VI. zum Titularerzbischof von Furnos Minor und nahm ihn als Kardinaldiakon mit der Titeldiakonie Santa Maria in Portico in das Kardinalskollegium auf. Die Bischofsweihe spendete ihm François Charrière, der Bischof des Bistums Lausanne, Genf und Freiburg; Mitkonsekratoren waren Franz von Streng (1884–1970), Bischof von Basel und Lugano, sowie Bischof Louis-Séverin Haller (1895–1987), Abt von Saint-Maurice.
Charles Journet nahm an der letzten Session des Zweiten Vatikanischen Konzils teil. Er initiierte zusammen mit Jacques Maritain das Credo des Gottesvolkes, das Papst Paul VI. 1968 verkündete. Journet gehörte federführend zur Kardinalskommission, die seitens des Papstes beauftragt war, eine korrigierende Ergänzung des als Holländischer Katechismus bekannt gewordenen Lehrwerks von 1966 zu erreichen. 1973 wurde er unter Beibehaltung seiner Titelkirche zum Kardinalpriester pro hac vice ernannt.
Nach seinem Tod wurde er in der Kartause von Valsainte beigesetzt.

## Werke (Auswahl)
- Vom Geheimnis des Übels. Hans Driewer Verlag, Essen 1963.
- Unsere Liebe Frau von den Sieben Schmerzen. Paulusverlag, Freiburg/Schweiz 1956.
- Vom Geheimnis der Gnade. Paulusverlag, Freiburg/Schweiz 1962
- Der heilige Nikolaus von Flüe. Paulusverlag, Freiburg/Schweiz, 1980, ISBN 9783722801360.
- Die katholische Lehre über das Fegfeuer. Miriam Verlag, Jestetten 1990, ISBN 3-87449-211-7.
- Vom Geheinmis des Heiligen Geistes. Adamas Verlag, Köln 1998, ISBN 3-925746-80-3.
- Wie im Himmel so auf Erden. Meditationen über das Vaterunser. Adamas Verlag, Köln 2000, ISBN 3-925746-86-2.